# Margão

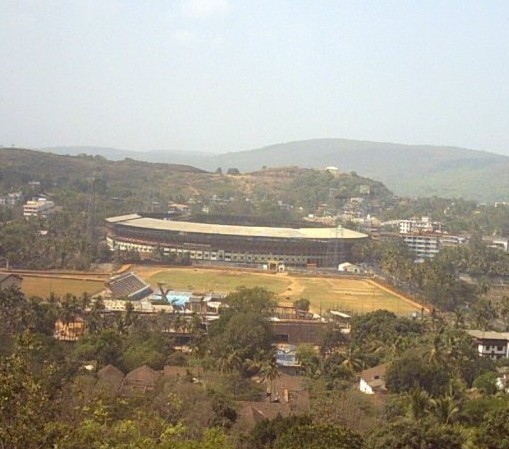
Estádio Jawaharlal Nehru

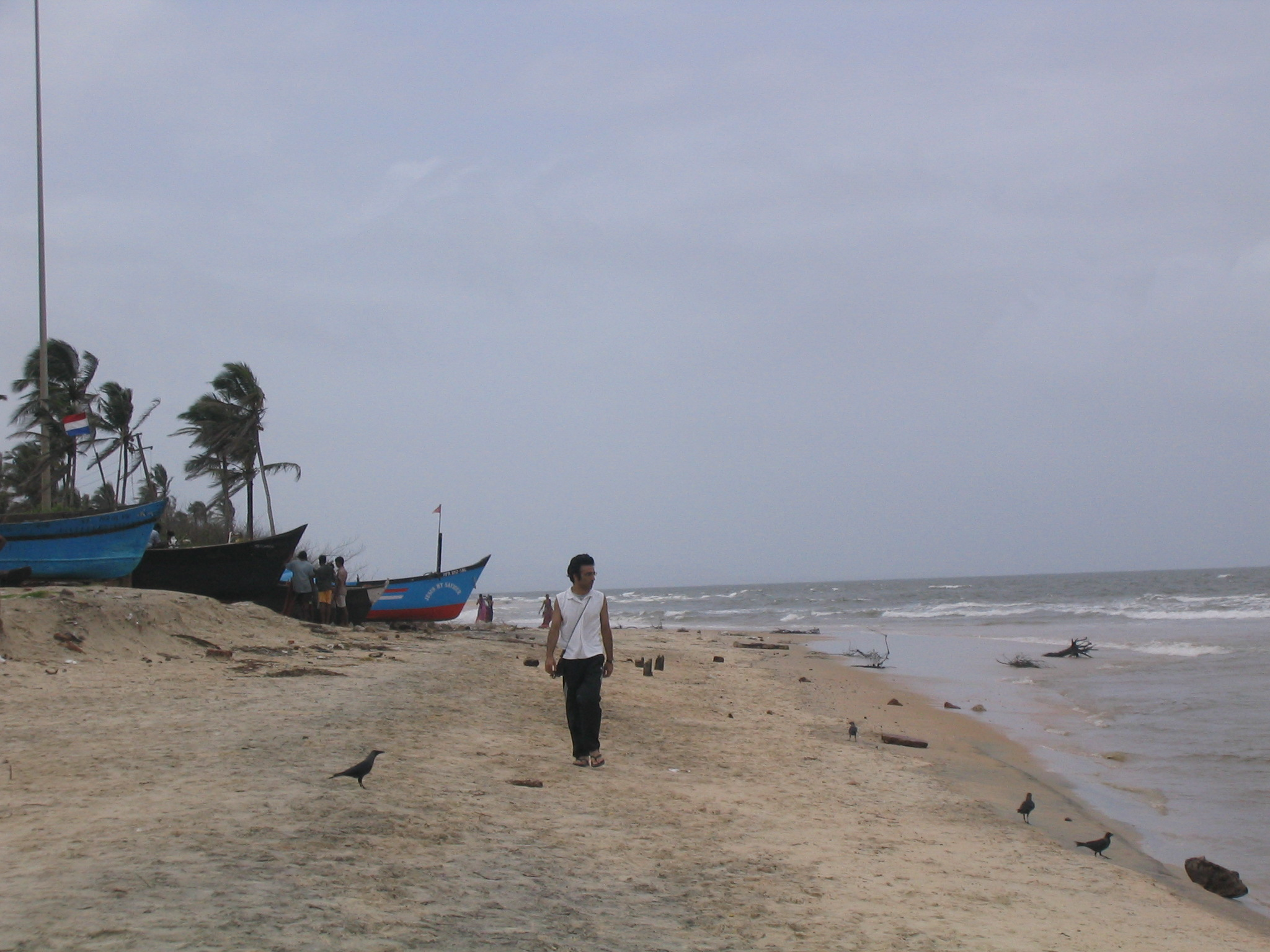
Praia perto de Margão

Margão (concani/hindi/marata: मडगांव) é a segunda maior cidade do estado de Goa, na Índia. Constitui-se como sede do distrito de Goa Sul e da taluca de Salcete.
Encontrando-se nas margens do Rio Sal, Margão é uma das mais antigas cidades de Goa. É famosa pelas enormes mansões em estilo colonial português que povoam a sua paisagem. É também uma das cidades com maior índice de crescimento em Goa, incluindo diversos subúrbios, tais como Aquém, Fatorda, Gogol, Borda, Comba, Navelim e Davorlim.

## Etimologia
"Margão" é a grafia portuguesa para o termo concani Madgao, e para o termo Madgaon, este em marata. Uma teoria afirma que o nome é derivado do sânscrito मठग्राम (Maṭhagrāma), que significa uma "vila de mosteiros". Outra teoria, extraída da história popular, sugere que o nome na verdade deriva de ser o assentamento da casta dos maaras, daí Mahar-gão, ou "aldeia de maaras".

## História
Antes da colonização portuguesa, em Ravanfonde, um subúrbio de Margão, existiam santuários de Minapa e Goracanata,, que servia como morada dos medicantes Nata. A povoação era chamada de Mata (Mosteiro). Depois seu nome foi alterado para Madagão (ou Matagrama) por causa do Vixenuísmo Mata, pertencente à seita Dvaita, que foi fundada na localidade no final do século 15. Os templos principais foram desativados e mudaram-se para a vila de Partagali Mata, mais ao sul, após o estabelecimento do poder português.
Margão, nos tempos portugueses, era uma das povoações importantes para a zona de Salcete. Embora os portugueses tenham se estabelecido, a localidade permaneceu por algum tempo sendo conhecida como Mata Grama (a aldeia de Matas), dados seus Matas (templos remanescentes). Em 1579 foi destruída por invasores. A Igreja Católica do Espírito Santo, símbolo arquitetónico da cidade, foi reconstruída em 1675.
Enquanto o lado ocidental da Igreja do Espírito Santo se desenvolveu como um mercado, o povoado cresceu no lado oriental, ou seja, a região de Borda.
Vila desde 1779, foi sede do município durante o antigo regime português era conhecido como Salcete, incluindo a todas as aldeias da taluca de Salcete durante mais de 300 anos. Foi elevada a cidade em dezembro de 1933.
Em 1961, a anexação de Goa levou à sua incorporação à República da Índia, e Margão foi declarado como o centro administrativo do distrito do sul de Goa. Após a incorporação à Índia, ocorreu a entrada em vigor da Lei dos Municípios de Goa, de 1968. A partir de tal lei, passou a denominar-se Câmara Municipal de Margão.
A importância de Margão como área administrativa e comercial cresceu com a dependência crescente das cidades e vilas vizinhas; levando ao centro administrativo com a prefeitura em seu centro sendo construída no sul.

## Geografia
A cidade de Margão está fortemente conurbada com sua vizinha mais populosa, a cidade de Vasco da Gama. As duas e Pondá, Velha Goa, Mapuçá e Pangim formam a Área Metropolitana de Pangim-Vasco da Gama, a maior mancha urbana do estado de Goa.

### Demografia
De acordo com o censo de 2001, Margão tinha 78 393 habitantes, sendo 51% do sexo masculino e 49% do sexo feminino. A taxa de alfabetização ronda os 76%, sendo superior à média nacional indiana de 59,5%. A alfabetização masculina é de 79%, sendo a feminina de 73%. Em Margão, 11% da população tem menos de 6 anos de idade.

## Economia
A economia da cidade possui uma forte ligação com o turismo, graças as ao seu amplo património histórico-arquitetónico, herança das várias eras de ocupação. Entre estas contam-se o mercado de Afonso de Albuquerque, o edifício da câmara municipal, o jardim municipal, a fonte de Ana, o mercado velho, a igreja do Espírito Santo, as mansões coloniais portuguesas, o crematório hindu e o cemitério muçulmano, ambos situados na chamada rua das saudades.
Existem diversas igrejas e templos em Margão, dado que a população local é maioritariamente católica e hindu, com uma minoria muçulmana. As igrejas mais famosas de Margão são a do Espírito Santo, a da graça e a de São Sebastião, em Aquém. Os templos mais conhecidos são o de 'Damodar', o de 'Hari Mandir', o de 'Maruti Mandir', em Davorlim, e o de 'Saibaba', também em Davorlim. Existem duas mesquitas em Margão, encontrando-se uma delas na zona de Malbhat e outra na colina do monte.

## Infraestruturas

### Transportes
A cidade conecta-se ao restante do país pelo Caminho de Ferro de Mormugão, que a liga ao porto de Mormugão e ao extremo leste do estado de Goa, permitindo acesso até mesmo a distante cidade de Guntacal, em Andra Pradexe.
A Estação Ferroviária de Margão é a maior e mais importante de Goa, uma vez que constitui um ponto de intersecção dos caminhos-de-ferro de Mormugão e Concão. Todos os comboios que passam por Goa param nesta estação, que funciona como porta de entrada para Goa Sul.

### Educação
Margão alberga diversas escolas e colégios prestigiados. Entre estes, conta-se o colégio de Santo Inácio de Loiola, gerido pelos jesuítas de Goa. É uma escola só para rapazes, destacada no mundo académico e no desporto.
A cidade possui um dos campus da Faculdade de Economia Doméstica de Goa, instituição afiliada a Universidade de Goa.

## Cultura e lazer
A cidade é também conhecida como um dos centros de difusão cultural de Goa. Actualmente, encontra-se em construção um centro cultural, na zona de Fatorda, que se chamará Ravindra Bhavan.
Na gastronomia, destaca-se o caril de Margão, para além das demais iguarias tradicionais da culinária de Goa.

### Desportos
O único estádio de Goa também se encontra nesta cidade, tendo recebido o seu nome em homenagem a Jawaharlal Nehru. O estádio também é apelidado de Fatorda. Dois dos clubes da cidade mandam seus jogos ali: Churchill Brothers Sports Club e Fransa-Pax Football Club.